# Disco Secchi
Un disco Secchi o disco de Secchi e
```

Un disco Secchi.

Tipos distintos de discos Secchi.

un instrumento de medición de la penetración luminosa, y por ello de la 
turbidez
, en masas de agua como ríos, lagos y mares.
```

Sus características son las siguientes:
- Mide de 20 a 30 centímetros de diámetro.
- Para mejorar el contraste, está dividido en cuartos que se pintan en blanco y negro alternativamente.

La forma de usarlo es como sigue:
1. Las mediciones se harán siempre desde la superficie de la masa del agua y nunca desde puentes, presas o azudes.
2. A sotavento y en el lado de sombra se introduce al disco de Secchi atada a una cuerda y una gaza graduada.
3. Se anota la profundidad que el disco alcanza hasta que se pierde de vista.
4. Los pasos 2 y 3 se repiten al menos en 3 ocasiones y se anotan las tres mediciones de las cuales es posible obtener una media con la que trabajar en los posteriores análisis.

Esto proporciona una estimación de la penetración luminosa en el agua. A partir de esta variable se pueden conocer otros parámetros, como la profundidad de compensación (aproximadamente 2,5 veces la profundidad de visión del disco de Secchi), la turbidez del agua, la zona fótica o la extinción luminosa.

### En inglés
- Electronic Secchi handheld
- Secchi Disk Transparency
- EPA OWOW
- Secchi disk simulator
- The Secchi disk – what is it?
- The Secchi Dip-In

- Datos: Q575941
- Multimedia: Secchi discs / Q575941